# Barnabas Wood
Barnabas Wood (* 17. Mai 1819 in Guilderland, Albany County, New York; † 30. Mai 1875 in Albany, New York) war ein amerikanischer Zahnarzt und Erfinder. Er ist für die Entdeckung einer leichtschmelzenden Legierung, des nach ihm benannten Woodschen Metalls, bekannt.

## Anwendungen des Woodschen Metalls

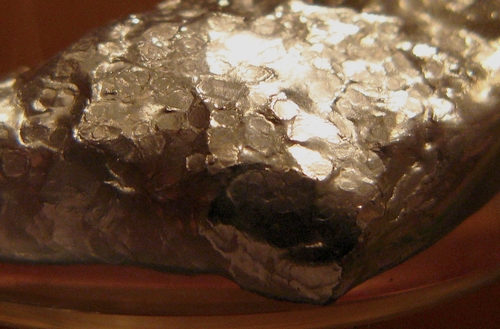
Ein Stück Woodsches Metall

Wood verwendete seine Legierung trotz des Gehaltes an den giftigen Elementen Blei und Cadmium auch für Zahnfüllungen.
Zwar enthalten die alternativen Amalgamfüllungen das ebenfalls giftige Quecksilber, aber Quecksilber sowie das damit legierte Silber sind so edel, dass sie sich kaum lösen. Die Bestandteile des Woodschen Metalles, Bismut, Blei, Cadmium und Zinn, sind unedel und gehen daher im Mund leichter in Lösung, so dass insbesondere eine chronische Cadmiumvergiftung droht.
Die Woodsche Legierung war das erste Metall, das in selbstauslösenden Sprinkleranlagen zur Feuerbekämpfung diente. Die Auslösetemperatur von 60 °C wurde für Brandbekämpfungsanlagen in den USA und den meisten anderen Ländern übernommen. Ein Problem war die mangelnde Kriechfestigkeit der Legierung, wenn sie im Ruhezustand der Anlage unter mechanischer Spannung stand. Deswegen wurden die Sprinklerköpfe so gebaut, dass die mechanische Spannung reduziert wurde.

## Leben
Wood erhielt 1841 eine kurze medizinische Ausbildung am Albany Medical College in Albany. Danach arbeitete er als Zahnarzt in der Firma seines Bruders. 1851 zog er nach Nashville, Tennessee, wo er 1852 sein Medizinstudium an der University of Nashville abschloss. Dort erhielt er 1860 ein Patent auf eine Gruppe von Legierungen aus Bismut, Zinn, Blei und Cadmium, die in einem solchen Verhältnis gemischt waren, dass ein sehr tiefer Schmelzpunkt von ca. 70 °C erreicht wurde, so dass das Metall in heißem Wasser geschmolzen werden kann. Durch eine weitere Optimierung der Mischung kann auch ein Schmelzpunkt von nur 60 °C erreicht werden. Bald darauf wurde die Legierung nach Wood benannt, z. B. von James Dwight Dana.
Wood erhielt nach eigenen Angaben viele Anfragen zu seiner Erfindung, und er verfasste einen Rundbrief, um sie zu beantworten. Darin pries er die Vorteile seiner Metallfüllung:

„Weil es keine Kraft erfordert, sie einzubringen, kann sie sicher in zerbrechlichen Zähnen verwendet werden, und den Zähnen von Kindern usw., wo Druck zu Beschädigungen führen würde. […] Sie ist Gold insofern unterlegen, als sie bei bestimmten Mundverhältnissen einem stärkeren Anlaufen unterliegt, aber sie ist in dieser Hinsicht den anderen für diesen Zweck genutzten Metallen überlegen.“

Wood blieb in Tennessee, bis 1861 der Bürgerkrieg ausbrach, aufgrund dessen er in den Bundesstaat New York zurückkehrte. 1867 schloss er ein Studium am Pennsylvania College of Dental Surgery ab. Er fungierte auch als Herausgeber verschiedener medizinischer Publikationen oder Zeitschriften.

## Beispiele zu von Barnabas Wood verfassten Werken
- Medico-dental Education: On the Organization of Schools of Dental Surgery in Connection with Medical Colleges, 1852, 8 Seiten, OCLC-Nummer: 70905701, At head of caption title: Re-published from the Nashville journal of medicine and surgery, for April 1852.
- Condition of dental surgery in its relation to medicine, printed and published by J.F. Morgan, Nashville, 1853, 142 Seiten, OCLC-Nummer: 67905307, Detached from The Southern journal of the medical and dental sciences, v.1, no. 2, March, 1853, Dept. of dental surgery, art. 36-39; title from art. 36.
- Plastic Metallic Filling: Directions for Using … [Albany, ca. 1860], OCLC-Nummer: 84938600
- Dr. B. Wood’s Plastic Metallic Filling: Embraced in Letters Patent Granted March 20, 1860, Patent for the Improvement Allowed, 8 Seiten, OCLC-Nummer: 656586407